# Chesiadodes tubercula
Chesiadodes tubercula là một loài bướm đêm trong họ Geometridae.